# Хаютіна Євгенія Соломонівна
Євгенія Соломонівна Хаютіна (уроджена Фейгенберг 1904, Гомель, Російська імперія — 21 листопада 1938, Москва, СРСР) — радянська видавнича працівниця.
У 1930-ті роки — офіційно — заступник головного редактора, а де-факто — головний редактор журналу «СРСР на будівництві» (офіційними головними редакторами в ці роки були Георгій П'ятаков, Валерій Межлаук, Олександр Косарев). Господиня літературного салону, який відвідували відомі письменники, а також знані сценічні та кінематографічні діячі: Ісаак Бабель, Михайло Шолохов, Михайло Кольцов, Сергій Ейзенштейн, Леонід Утьосов та інші. Частими гостями на цих вечорах були і представники радянської номенклатури. Відома як дружина Миколи Єжова. Вчинила самогубство (за іншою версією, убита своїм чоловіком).

## Життєпис
Народилася в Гомелі наймолодшою дитиною в багатодітній купецькій родині Соломона (Залмана) Лейбовича Фейгенберга та Есфірі Михайлівни (Мейлахівни), уродженої Кримської.

## В Одесі
Вперше вийшла заміж у 17 років за Лазаря Хаютіна (пом. 1948), з яким переїхала 1921 року до Одеси, де працювала в редакції місцевого журналу. В цей період вона познайомилася з одеськими письменниками Валентином Катаєвим, Юрієм Олешею, Ісааком Бабелем. Ймовірно, вони й допомогли їй пізніше вже в Москві знайти роботу в газеті «Гудок».

## Москва-Лондон-Берлін-Москва
Вдруге була одружена з колишнім червоним командиром, директором видавництва «Економічне життя» Олександром Гладуном, з яким переїхала 1924 року до Москви, а познайомилася під час його відрядження до Одеси (коли він обіймав посаду директора московського видавництва «Економічне життя»). 1927 року Гладуна направлено на дипломатичну роботу в Лондон другим секретарем повпредства СРСР у Великій Британії.
Протягом 1926—1927 років — у Лондоні разом із чоловіком, потім через шпигунський скандал Гладуна відкликано до Москви, а Євгенію відряджено до Берліна, де вона працювала друкаркою в радянському торгпредстві; до Москви повернулася напоикінці 1928 року.

## Дружина Єжова
Їй була властива легковажність, її улюбленим танцем був фокстрот.
Відомо про її близькі стосунки з письменником Ісааком Бабелем, дослідником Арктики Отто Шмідтом, та й сам Єжов здобув прихильність майбутньої дружини задовго до офіційного оформлення їхнього союзу.Оригінальний текст (рос.)
Известно о её близких отношениях с писателем Исааком Бабелем, исследователем Арктики Отто Шмидтом, да и сам Ежов сумел расположить к себе будущую супругу задолго до официального оформления их союза.— 
У вересні 1929 року в Сочі у відомчому санаторії познайомилася з Миколою Єжовим, тоді завкадрами ВРНГ і завідувачем розподвідділом ЦК ВКП(б). 1931 року вийшла за нього заміж. Саме на московській квартирі і дачі до того часу наркома Єжова Євгенія вела літературні та музичні вечори, які відвідували відомі письменники та діячі культури: Ісаак Бабель, Михайло Шолохов, Михайло Кольцов, Сергій Ейзенштейн, Леонід Утьосов, редактор «Селянської газети» Семен Урицький та інші. Частими гостями на цих вечорах були й представники радянської номенклатури. Деякий час працювала в газеті « Гудок», « Селянській газеті», потім до травня 1938 року - редактором журналу « СРСР на будівництві». До цього періоду належить її роман з Михайлом Шолоховим. Зв'язки і захоплення Євгенії не залишилися без уваги Сталіна, який двічі казав Єжову про необхідність розлучення з дружиною. Сталіна насторожив її зв'язок із заступником голови правління Держбанку СРСР Григорієм Аркусом (1896—1936), репресованим у справі «троцькістів». В останні роки шлюб з Єжовим був лише номінальним.
Минуло небагато часу, і Єжов став думати про необхідність розлучення. 18 вересня 1938року він повідомив про своє рішення Євгенії. Та зовсім розгубилася і наступного дня звернулася до Сталіна по «допомогу і захист»… Сталін не відповів на лист.Оригінальний текст (рос.)
Прошло немного времени, и Ежов стал думать о необходимости развода. 18 сентября 1938 года он сообщил о своем решении Евгении. Та совершенно растерялась и на следующий день обратилась к Сталину за «помощью и защитой»… Сталин не ответил на письмо.— 

## Смерть
Ще в травні 1938 року психічне здоров'я Євгенії Єжової погіршилося настільки, що вона була змушена залишити свій пост у журналі «СРСР на будівництві». Разом з подругою Зінаїдою Глікіною вона поїхала до Криму. Їхній відпочинок перервав дзвінок Єжова, який наказав їм терміново повернутися в Москву. Микола поселив дружину разом із Зінаїдою Глікіною на дачі. 29 жовтня 1938 року з діагнозом «астено-депресивний стан» (циклотимія) Євгенію поміщено до санаторію ім. Воровського для хворих із важкими формами психоневрозів на околиці Москви. Однак не негаразди в стосунках із чоловіком привели Євгенію до трагічного кінця. Восени 1938 року один за одним були заарештовані багато людей з її оточення, зокрема, 15 листопада 1938року, — дві її найближчі подруги — Зінаїда Глікіна (1901—25.01.1940), співробітниця Іноземної комісії  Спілки письменників (референт по США) і Зінаїда Коріман (1899—25.01.1940), що працювала технічним редактором у журналі"СССР на стройке".
Сама Євгения, як потім казала сестра Єжова — Євдокія, отримала анонімного листа зі звинуваченнями в шпигунстві. Євгенія написала другого листа до Сталіна, який, як і перший, залишився без відповіді. Тоді вона написала чоловікові й у відповідь 8 листопада 1938 року отримала снодійне, яким регулярно користувалася вже деякий час, і дрібничку. На початку 2000-х років була висловлена думка, що саме ця дивна дрібничка була умовним знаком — «це кінець», але документальних підтверджень вона не отримала.
Через два дні після арешту своїх подруг Євгенія Соломонівна прийняла снодійне, і ще через два дні — 19 листопада 1938 року — не приходячи до тями, померла через отруєння психотропною речовиною люміналом
В акті про «розтин тіла» записано: «Труп жінки, 34 років, середнього зросту, правильної статури, гарного харчування … Смерть настала внаслідок отруєння люміналом».Оригінальний текст (рос.)
В акте о «вскрытии тела» записано: «Труп женщины, 34 лет, среднего роста, правильного телосложения, хорошего питания… Смерть наступила в результате отравления люминалом— 
Похована на Донському кладовищі Москви. Чоловік на похороні не був присутній, його розстріляно через рік.

## Приймачка
Своїх дітей подружжя Єжових не мало, і 1933 року вони взяли на виховання п'ятимісячну дівчинку Наталю з дитячого будинку. Після арешту батька 6-річну Наталю 1939 року помістили в дитячий будинок № 1 у Пензі, вона отримала прізвище матері — Хаютіна, під яким і жила. У Пензі Наталія Хаютіна прожила близько 19 років. Після закінчення 1958 року Пензенського музичного училища її направлено за розподілом у Магаданську область, де вона й проживала до розпаду СРСР у селищі Ола. В роки перебудови безуспішно намагалася добитися реабілітації свого названого батька. Померла Н. М. Хаютіна у січні 2016 року.

## Родина
В Євгенії Фейгенберг були брати Ілля Соломонович (Еліас Залманович, 1893—1940, розстріляний), Ісаак і Мойсей Залманович (Соломонович, 1890—1965), автор праць з бухгалтерського обліку, зокрема «Збірника чинних постанов і розпоряджень по роботі споживчої кооперації» (М.: Червона зірка, 1948). Племінник — психіатр і психофізіолог Йосип Мойсейович Фейгенберг (1922—2016), доктор медичних наук, професор Центрального інституту удосконалення лікарів. Двоюрідний брат — Лев Меєрович Фейгенберг (Leo Feigenberg, 1887—1961), юрист, був одружений з дочкою письменника Шолом-Алейхема Еммі Соломонівні Рабинович (1889—1955); їхні сини — данський театральний режисер і театрознавець Меїр Фейгенберг (дан. Meïr Feigenberg, 1923—2006) і шведський психіатр Лома (Шолом-Герц) Фейгенберг (швед. Loma Feigenberg, 1918—1988), автор наукових праць у галузі психоонкології і танатології, професор Каролінського інституту.
Племінниця першого чоловіка, Лазаря Хаютіна — мистецтвознавчиня Вікторія Борисівна Вольпіна (мати Хаютіна-Писак Фаїна Володимирівна, батько Писак Борис Якович), протягом 1962—1972 років була одружена з математиком і правозахисником Олександром Сергійовичем Єсеніним-Вольпіним.

## У літературі й кіно
- Справа слідчого Нікітіна (2012)
- Василь Гроссман, оповідання «Мама»